# Hef je glas
Hef je glas is een single van de Nederlandse zangers Marco Borsato, Rolf Sanchez en John Ewbank uit 2021. 

## Achtergrond
Hef je glas is geschreven door John Ewbank, Bas van Daalen en Rolf Sanchez en geproduceerd door Ewbank en Van Daalen. Het is een nederpoplied waarin de artiesten een man beschrijven die terugblikt op zijn leven en waarop hij dan proost. Het lied is tweetalig; Nederlands en Spaans. Het is niet de eerste keer dat de artiesten met elkaar samenwerken. In 2021 kwam ook het nummer Een moment uit van de drie artiesten. Dit lied is ook de B-kant van de single Hef je glas. De twee nummers zijn wel twee volledig verschillende liedjes. Waar de eerste een emotioneel lied over de scheiding van Borsato was, is Hef je glas meer een feestnummer.
Het lied kwam uit in de periode dat de horeca langzaam weer open ging, nadat het lange tijd gesloten was ten gevolge van de coronacrisis. De artiesten benadrukten dat dit nummer ook gemaakt is om positiviteit uit te stralen en je glas te heffen toen het weer kon. Sanchez beschreef de boodschap van het nummer als volgend: "Het nummer geeft zoveel positiviteit. Juist in die rare tijd waarin we nu leven, hebben we dat met zijn allen extra hard nodig. Ik denk dat dit liedje op dit gebied een enorme boost kan geven."
In 2021 hield Qmusic de verkiezing voor Foute Anthem 2021. Radio-dj Domien Verschuuren hield campagne voor het nummer, welke de verkiezing uiteindelijk won. Hiermee versloeg het Van mij alleen van Jeffrey Heesen en Brace en Iko Iko van Justin Wellington en Small Jam (cover van het lied van The Dixie Cups uit 1965). Het lied was hiermee de opvolger van Banana van Conkarah en Shaggy, welke de verkiezing in 2020 won. In 2022 was de opvolger van Hef je glas in deze verkiezing Ik ben kachel van OBZ.

## Hitnoteringen
De artiesten hadden succes met het lied in België en Nederland. In zowel de Nederlandse Top 40 als de Vlaamse Ultratop 50 kwam het tot de 24e plaats. Het stond vier weken in de Top 40 en zes weken in de Ultratop 50. De piekpositie in de Nederlandse Single Top 100 was de 32e plek. Het was tien weken in deze hitlijst te vinden. 